# Pareumelea eugeniata
Pareumelea eugeniata là một loài bướm đêm trong họ Geometridae.